# Öreghegy (Székesfehérvár)
Öreghegy Székesfehérvár legnagyobb kiterjedésű kertvárosias városrésze, mely a város északkeleti részén helyezkedik el. Az Öreg-hegy, melyről a városrész a nevét kapta, 187 méteres tengerszint feletti magasságig emelkedik a Velencei-hegység legnyugatibb tagjaként. Fő kőzetalkotója, a gránit – melyet több helyen is bányásztak – házalapokhoz és a Belváros kövezéséhez kiválónak bizonyult. A terület az egykori főváros középkor óta művelt szőlőhegye volt még a 20. században is. A városrész jellegzetessége, hogy az utcák többségét a trianoni békeszerződéssel elcsatolt felvidéki településekről nevezték el. Népessége meghaladja a 10 ezer főt. Több saját, kisebb városrésszel is rendelkezik, ilyen például Püspökkertváros és Máriavölgy.

## Elhelyezkedése
Öreghegy városrész Székesfehérvár északkeleti részén található. A következő utak és utcák határolják: nyugaton a Fiskális út, északon a Béla utca (811-es főút), keleten a Nagyszombati utca, délen a Budai út (7-es főút). A Budai út választja el a tőle délre fekvő Ráchegy városrésztől, a Fiskális út pedig a határos nyugatibb városrészektől, Felsővárostól, Vezérutcáktól és Vízivárostól.

## Közlekedés
A városrész legfontosabb útvonalai közé tartozik a már említett Fiskális út, a Béla utca (811-es főút), a Nagyszombati utca és a Budai út (7-es főút). Az Öreghegyet átszelő utak közül a legforgalmasabb a Pozsonyi út, a Zsolnai út és a Kassai utca. A városrész határától indul Dunaújváros felé a 62-es főút.

### Tömegközlekedés
Öreghegyen a tömegközlekedés jól szervezett, a városrészt számos helyi autóbuszvonal kapcsolja be Székesfehérvár vérkeringésébe:
| Járatszám | Útvonal                                                                                                 |
| --------- | --- |
| 17        | Csapó u. – Ybl Miklós ltp. – Rákóczi u. – Budai út – Könnyűfémmű                                        |
| 22        | Jancsár u. – Budai út – Kisfalud                                                                        |
| 23        | Jancsár u. – Rákóczi u. – Budai út – Fiskális út – Berényi út – aszalvölgyi Tesco – Videoton Ipari Park |
| 23E       | Jancsár u. – Budai út – Fiskális út – Videoton                                                          |
| 24        | Jancsár u. – Rákóczi u. – Géza u. – Pozsonyi út – Zsolnai út – Zsolnai út, Nagyszombati u.              |
| 25        | Jancsár u. – Rákóczi u. – Géza u. – Fiskális út – Nyitrai u., Zobori u.                                 |
| 26        | Jancsár u. – Autóbusz-állomás – Berényi út – Béla u.                                                    |
| 26A       | Jancsár u. – Autóbusz-állomás – Berényi út – Kassai u., Nagyszombati u.                                 |
| 31        | Vasútállomás – Rákóczi út – Budai út – Fiskális út – Béla u.                                            |
| 31E       | Vasútállomás – Rákóczi út – Budai út – Fiskális út – Videoton                                           |
| 32        | Vasútállomás – Berényi út – Videoton – Kassai u., Nagyszombati u.                                       |

## Intézmények
Oktatás
- Szivárvány Óvoda Püspökkertvárosi Tagóvodája[halott link]
- Gyöngyvirág Óvoda – Kindergarten Maiglöckchen
- SZiWE és Fehér Vár Waldorf Óvoda és Iskola Archiválva 2018. január 21-i dátummal a Wayback Machine-ben
- Székesfehérvári Kossuth Lajos Általános Iskola
- Gorsium Művészeti Szakgimnázium Pozsonyi Úti Telephelye

Egyéb intézmények, szervezetek
- Öreghegyi Közösségi Ház
- Magyarok Nagyasszonya plébánia
- Öreghegyért Egyesület

## Vallás
Öreghegyen önálló plébánia működik, melynek széktemploma a Budai út és a Fiskális út kereszteződésében álló Magyarok Nagyasszonya templom.
Az Öreg-hegy tetején álló Szent Donát-kápolna fontos búcsújáróhely, területe a városrész történelmének legfontosabb helyszíne. A török hódoltság idején őrtorony állt a helyén, ahonnan a szandzsákszékhely, Székesfehérvár szőlőbirtokait védték. A város visszavétele (1688) után kápolna épült a torony helyére, mely a második világháború idején elpusztult. A ma is látható kápolna az 1990-es években épült.

## Története

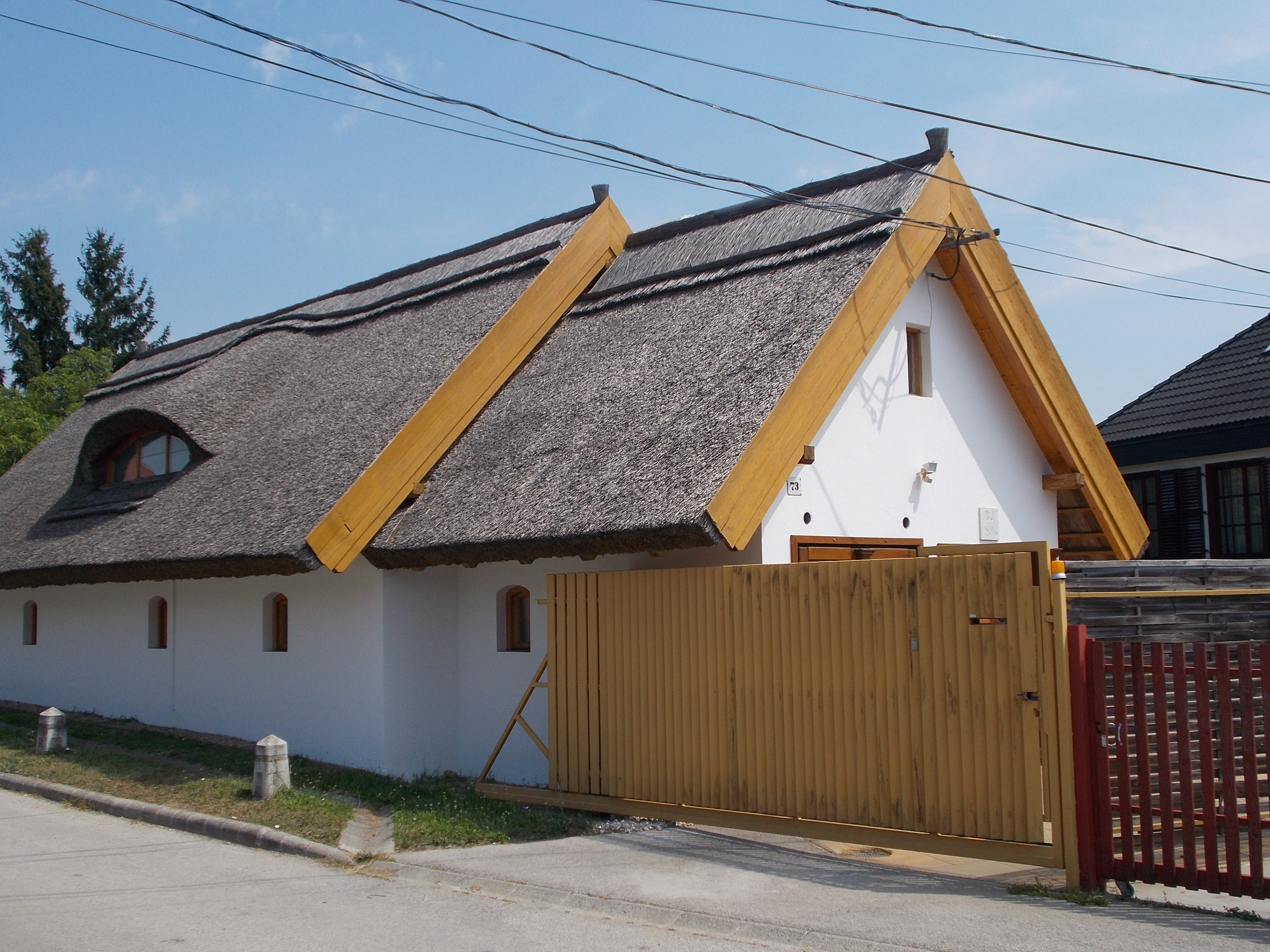
1896-ban épült présház a Lomnici utcában

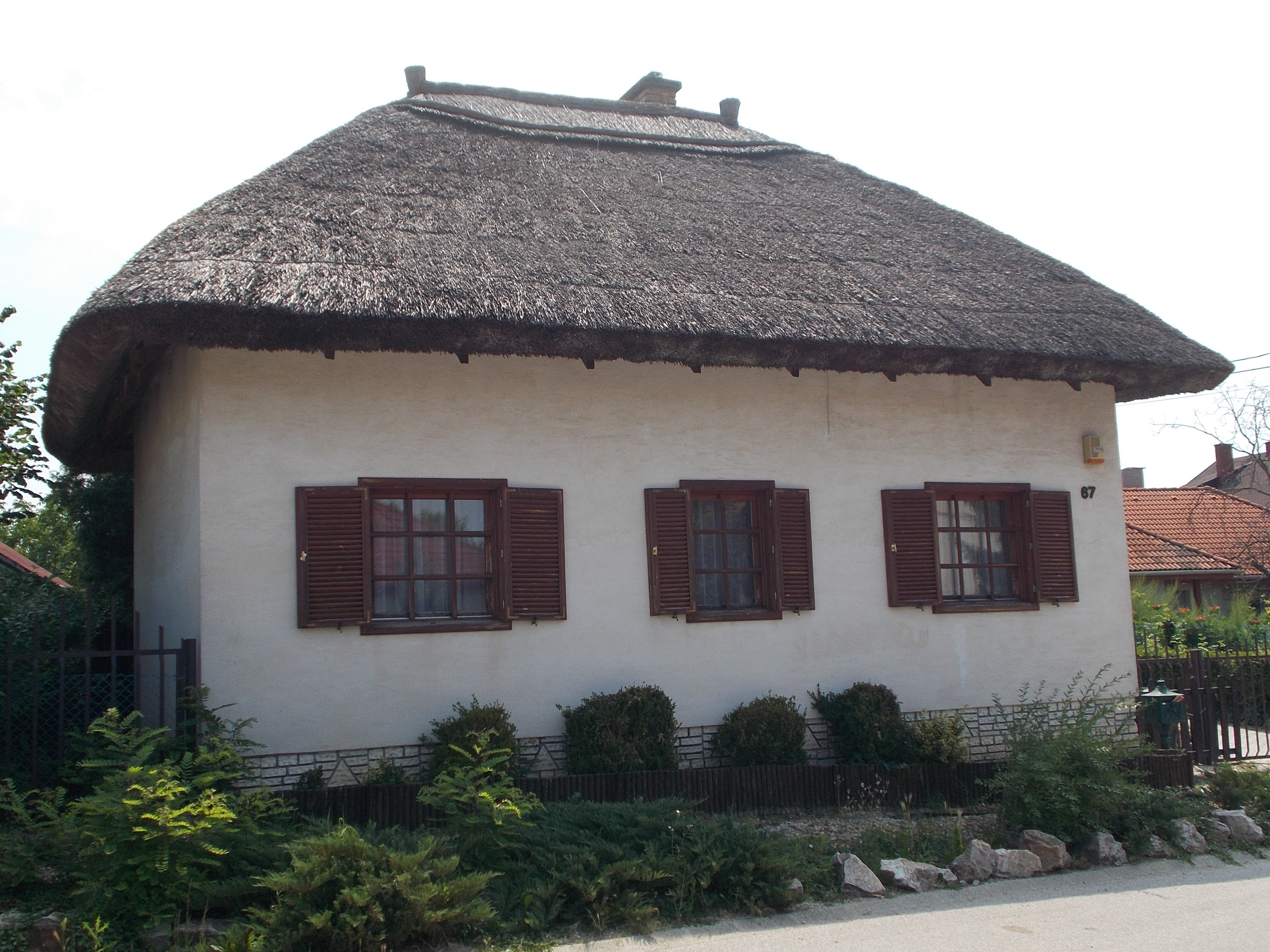
Ugyanabban az utcában egy szintén 1896-os felújított présház

Evlija Cselebi világhírű török utazó 1664-ben kétezer szőlőskertről ír, melyeken nyári lakok vannak, valamint megemlít két őrtornyot is. A város töröktől való visszavétele (1688) után Hadzsi Musztafa tornyának romjaiból építették a jezsuiták a püspöki szőlők borházát (ma óvoda), a másik őrtoronyra pedig a Szent Donát-kápolna épült.
Az Öreghegyről, mely a város legrégebbi szőlőhegye, először Wüstinger József készített térképet 1824-ben. A Szőlőhegynek ekkor a következő részeit tünteti fel: Túrózsák, Rózsahegy, Középhegy, Külsőhegy, Szélsőhegy, Felsőhegy, Belsőhegy, Rátzhegy, Pestispincék és a Budai úti szőlők. A Felsőhegy elnevezéssel a szőlőhegy legmagasabb részét, tehát a mai Millenniumi emlékmű és a Szent Donát-kápolna környékét illették.
1840-ben Öreghegyet bővítették: ekkortól kezdve nyúlik le a Budai útig, és ekkor került közvetlen mezsgyére Rácheggyel.
A város polgársága, a hivatalnokok és az értelmiségiek, valamint a polgármester tavasztól őszig a szőlőhegyi lakjaikban éltek. Ezek a szőlőhegyi villák a nyaraló- és mulatóhelyen kívül a gazdálkodás központjául is szolgáltak. Ilyen villák épültek a Fiskális dűlő és a Mária-völgy szőlőiben is. Az Öreghegy nagyon kedvelt nyaralóhelye lett a fehérváriaknak, a Bánya-tó pedig a gyerekek kedvence, úszóiskolája. Ezekben az években számos présház épült. A megmaradt présházak ma a városrész értékes, védett építészeti emlékei.
A Máriavölgyi Elemi Népiskolát 1919-ben hozták létre a Karl-villában, mely a Túrózsáki dülőn volt. 1924-ben lett városi tulajdon, – mivel eddig bérelték – ekkor bővítették, s mintakertet csatoltak hozzá. 1936-ban megtörtént renovációja, de 1944 őszén sajnos megsemmisült.
1939-ben két új 5 kW-os rádióadót telepítettek a Bánya-tó mellé, melyek épségben vészelték át a második világháború időszakát. Ma itt működik a Fehérvár rádió központja.
A 20. század második felében a városrész a 110 ezer lakosúra duzzadó nagyváros legnagyobb kiterjedésű és legnépesebb kertvárosává vált. A szőlők nagy része megszűnt, helyükön házhelyeket mértek ki. Ezután kezdett elterjedni a „fehérvári Rózsadomb” becenév, mely a hasonló stílusú előkelő fővárosi városrészre utal.

## Látnivalók

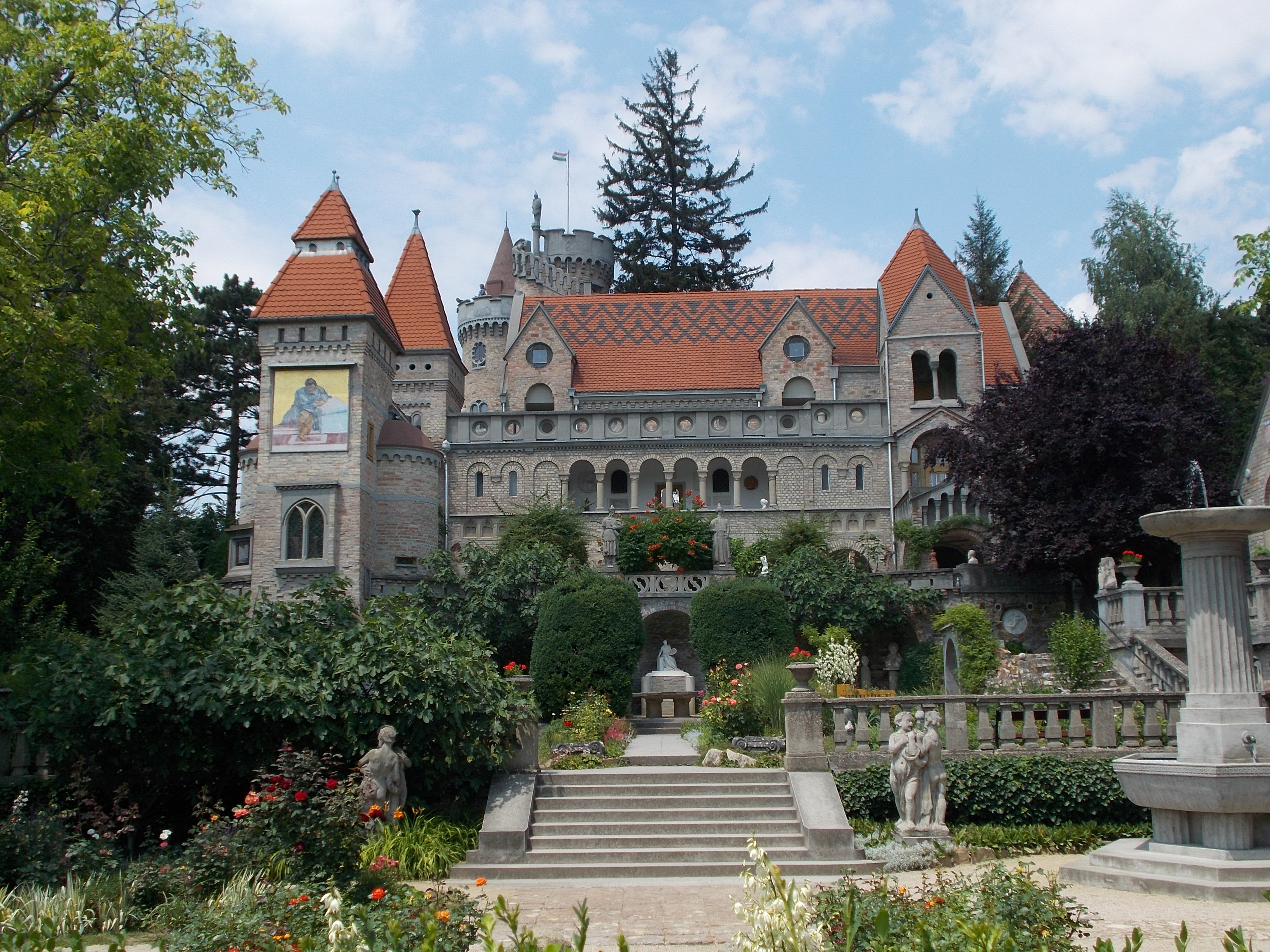
Bory-vár

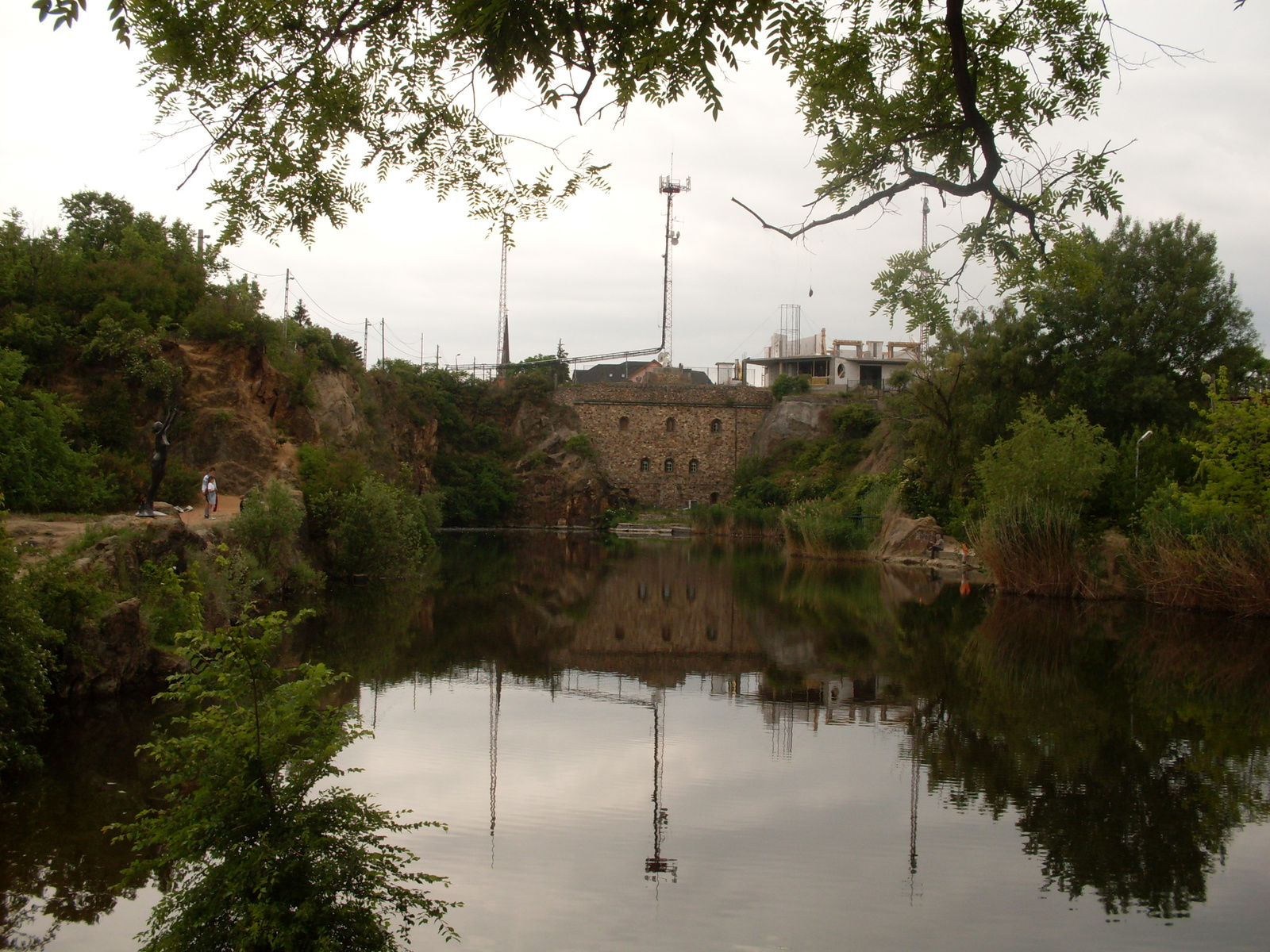
A Bánya-tó, háttérben a Fehérvár Rádió épülő központja (2009)

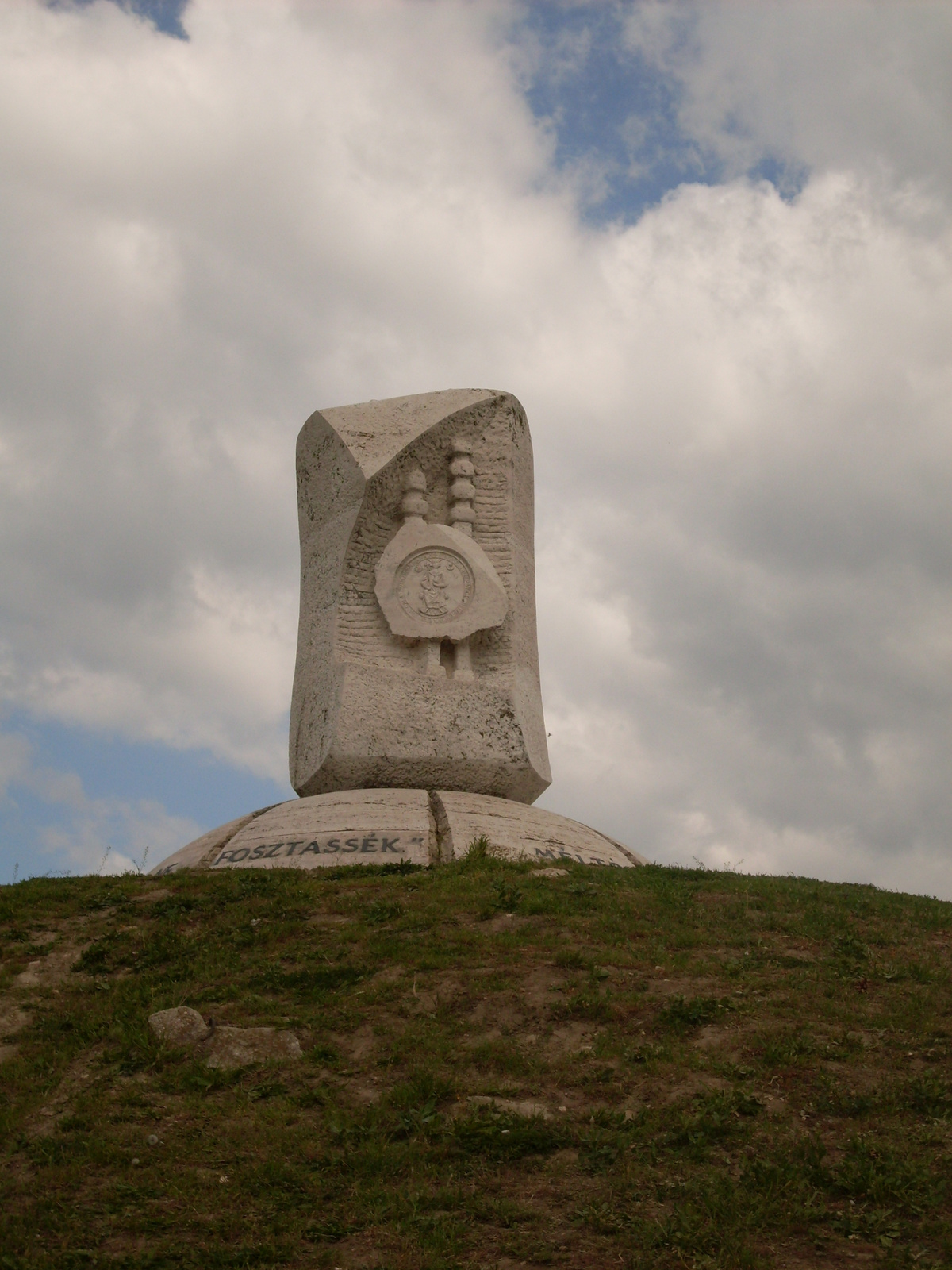
Aranybulla-emlékmű

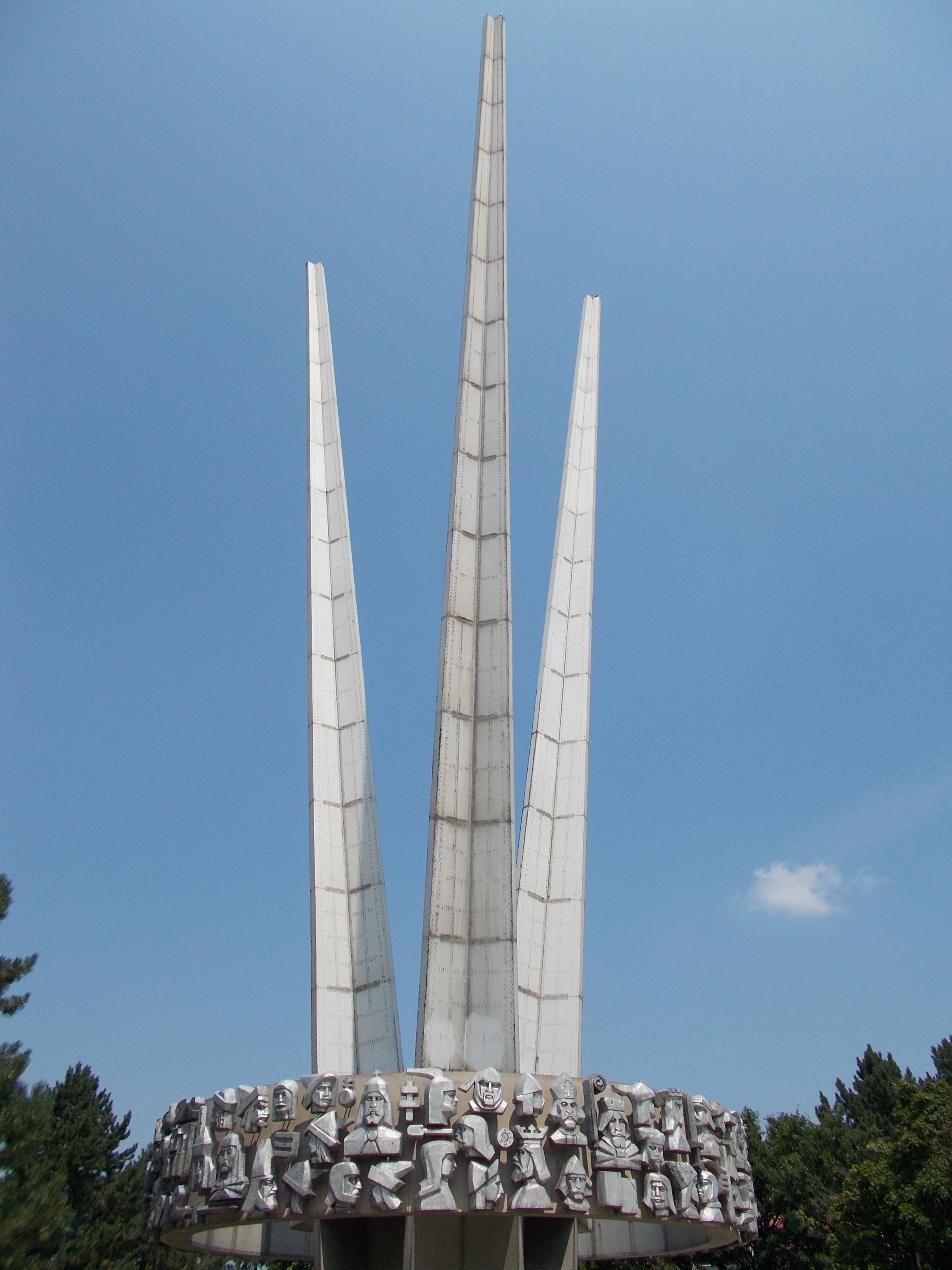
Millenniumi emlékmű

### Bory-vár
Öreghegy elsőszámú látványossága a Bory-vár, mely egész Székesfehérvár egyik legfontosabb turisztikai célpontja is egyben. A Bory-vár egy különleges, változó művészi színvonalú épületcsoport, melyet Bory Jenő (1879–1959) építész, szobrász és festő épített és díszített a hagyomány szerint 40 nyáron át. Valójában az 1923-ban megkezdett építkezés az építész halála (1959) után, 1964-ben fejeződött be teljesen. Ma is a család otthona, emellett múzeum. Bory volt a tervező-építész, az építésvezető, a pallér és a kőműves is. A vár a kazamatájától a kilátótornyokig 30 méter a magas. Hét torony, harminc kisebb-nagyobb helyiség, köztük három műterem, mindenütt szobrok, képek, régiségek, műtárgyak. Érdekesség, hogy a vár elsődleges alapanyaga beton, amely anyag alkalmazásában Bory Jenő úttörő volt.

### Bánya-tó
Az Öreg-hegyen található Bánya-tó 1917-ben váratlanul jött létre: a munkák során véletlenül megnyitottak egy földalatti tavat, a magas sziklafalak között működő bányát egyetlen éjszaka alatt elárasztotta a víz. A tó fenekén még ma is megtalálhatók a bánya munkaeszközei és csilléi, a városi legenda szerint pedig még a munkások földi maradványai is. A tó a keleti sarkában a legmélyebb: eléri a 6-8 méteres mélységet is, vize igen hideg, utánpótlása ingadozó. Ezen okokból kifolyólag (ahogy szinte minden bányatóban) életveszélyes és tilos a tóban való fürdés, melyben egyébként fennállása óta sokan lelték halálukat. Ma Székesfehérvár egyik népszerű kirándulóhelye. Kialakulása mellett további különlegessége évtizedek óta formálódó növény- és állatvilága is.

### Szent Donát-kápolna
Öreghegy legmagasabb, Székesfehérvár második legmagasabb pontján áll a modern stílusú Szent Donát-kápolna. A ma is látható épület nem az eredeti: a régi kápolnát 1734-ben szentelték föl egy óriási török őrtorony helyén, melyet a város visszafoglalása után romboltak le. A gazdag barokk templom a második világháború idején semmisült meg. A ma is látható kápolna 1993–1994 között épült Schultz István tervei alapján.
Falai között eredetileg a Fehérvárott pompás templomot építő jezsuiták miséztek, a mindennapi gondozást pedig az öreghegyi remete végezte. Mária Terézia királynő 1777-ben, a Székesfehérvári egyházmegye felállításakor a föloszlatott jezsuita rend szőlőit az új püspökség birtokába adta. A hagyomány szerint Donát napján, augusztus 7-én körmenetet vezettek ide a Felsővárosból és a Belvárosból is. A Donát-napi ünnepet a kápolna újjáépítése óta ismét megtartják, a szentmisét a mindenkori székesfehérvári megyés püspök celebrálja.

### Aranybulla-emlékmű
Az Aranybulla monumentális emlékműve a Csúcsos-hegyen áll, mivel a hagyomány szerint ezen a helyen hirdette ki II. András a nevezetes dokumentumot az 1222. évi székesfehérvári országgyűlésen. A ma is látható emlékmű nem az eredeti, az 1930-as években felállított szobor a második világháborúban megsérült. A hegyre 1970-ben egy szovjet tank került, mint a világháború mementója. A ma is látható emlékművet 1972-ben, az Aranybulla kiadásának 750. évfordulójára készítette Rétfalvy Sándor, amit akkor a Budai úton, a mai református új templom helyén állítottak fel. 1990. augusztus 18-án avatták föl jelenlegi helyén, a 7-es főút és a Nagyszombati utca kereszteződésénél található Csúcsos-hegyen.

### Millenniumi emlékmű
A város alapításának ezredik évfordulóján, 1972-ben állították föl a Millenniumi (vagy Ezredéves) emlékművet. Az Öreg-hegy második legmagasabb pontján álló alkotást felállításakor vegyesen fogadta a város közönsége, azóta azonban Öreghegy és az egész város ikonikus jelképévé vált. A művet a köznyelvben „háromágú”-ként emlegetik a székesfehérváriak és a környékbeliek. Gondozott park veszi körül, mellőle szép kilátás nyílik a városra. Az alatta levő domb kedvelt szánkózóhely.
A monumentális emlékmű 30 méter magas. A három darab dőlt, egyenként 8 tonnás, 32 méteres alumíniumoszlop az emlékmű központjából, közös pontból indul ki. Az oszlopokat hatalmas, 28,5 méter kerületű gyűrű veszi körül, amelyen mintegy 120 Székesfehérvárhoz kötődő történelmi alak, tárgy és jelkép stilizált domborműve látható. A fémből készült domborművek Kalló Viktor szobrászművész alkotásai. Az oszlopok Székesfehérvár három történelmi fordulópontjának szimbólumai. Ez a három esemény a Géza fejedelem általi városalapítás (972), az oszmán uralom alóli felszabadulás (1688) és a második világháború vége (1945). Az emlékművön a 972 és 1972 évszámok láthatók. A kompozíciót Skoda Lajos építész álmodta meg.

### Magyarok Nagyasszonya templom
Az 1984-ben alapított Székesfehérvár-Öreghegyi egyházközség a Székesfehérvár-Felsővárosi egyházközség területéből 1939-ben önállósult lelkészségként. Jelenlegi széktemploma a Magyarok Nagyasszonya templom, amely a Budai út és a Fiskális út kereszteződésében áll. 1995-ben épült. A plébánia épülete időszaki kiállítások színtere.